# ويليام تايلور آدامز
ويليام تايلور آدامز (بالإنجليزية: William Taylor Adams)‏ هو روائي وسياسي أمريكي، ولد في 30 يوليو 1822 في ميدواي في الولايات المتحدة، وتوفي في 27 مارس 1897 في الولايات المتحدة. انتخب عضو مجلس نواب ماساتشوستس.

## روابط خارجية
- ويليام تايلور آدامز على موقع الموسوعة البريطانية (الإنجليزية)
- ويليام تايلور آدامز على موقع إن إن دي بي (الإنجليزية)